# Akai
Akai est une société et une marque japonaise dont le nom signifie « rouge » en japonais.

## Historique
Akai a été fondée en 1929 à Tōkyō par Masukichi Akai et son fils Saburo (décédé en 1973). Les premiers produits fabriqués furent des moteurs électriques pour tourne-disque. Curieusement dès l'apparition des premiers produits de Hi-Fi, Akai ne commercialisait pas de platine disque. Sa spécialité fut essentiellement les magnétophones analogiques sous toutes les formes de supports disponibles à cette époque (bobines 6,35 mm, cartouche 8 pistes, cassette Philips) que complétaient amplificateurs, récepteurs radio analogiques et enceintes acoustiques. C'est à la demande plus qu'insistante de ses deux plus importants distributeurs et filiales (le Néerlandais Fodor et Akai France) qu'Akai se décidera à produire des platines disques à partir de 1976. La marque produisit aussi des magnétoscopes dès 1969, c'est-à-dire bien avant la naissance du VHS. Ce furent des modèles utilisant des bobines à bande 6,35 mm. Principalement portables, ces magnétoscopes comportaient une unité d'enregistrement et une caméra séparée. Il y eut aussi un magnétoscope fixe à bobines 21 cm. Les premiers furent en noir & blanc, la couleur (SECAM) fut commercialisée en 1974. Par la suite, Akai fut membre du groupe VHS et abandonna la production des magnétoscopes 6,35 mm. C'est en 1982 que la marque se diversifia vers la création musicale où elle fut très présente avec des produits très novateurs : premier studio d'enregistrement intégré avec magnétophone et mixage incorporés, premier sampler en 1984, premiers amplificateurs sans contre-réaction destinés au grand public (1985), premier magnétophone numérique à disque dur grand public en 1992. Compte tenu de l'importance de son distributeur français Akai France, la marque a implanté une usine de production à Honfleur (Calvados, Basse-Normandie) en 1982, d'abord spécialisée dans les éléments à hi-fi à base de radio (tuner), elle s'est rapidement développée pour produire dès la fin de 1982 des magnétoscopes. Cette usine compta jusqu'à 1126 employés. Mais devant la concurrence de prix des produits de fabrication chinoise, cette unité de production périclita et fut revendue en 1997. Akai n'a jamais fabriqué de téléviseurs, les tout  premiers commercialisés sous son label furent des Grundig fabriqués dans l'usine de Nuremberg en 1982. On trouvait sur les présentoirs des distributeurs rigoureusement les mêmes modèles sous les deux marques.
Akai a échoué dans l'établissement d'un réseau mondial de vente homogène et une grande partie de ses produits fut distribuée aux États-Unis sous les marques Roberts (du nom de son importateur aux États-Unis), A&D au Japon, Tensai (du nom du distributeur suisse) et Transonic Strato (du nom du distributeur allemand Transonic Intermarket Elektro- & Warenhandels) en Europe occidentale avec un certain succès dans les boutiques de GI durant la guerre du Viêt Nam, ce qui eut pour conséquence une absence totale de notoriété aux États-Unis, entraînant un échec retentissant lorsque le dénommé Nemoto tenta avec force budget de lancer malgré tout la marque en Amérique. Au Japon, les magnétophones étaient distribués sous la marque Akai alors que les autres éléments (amplis, tuner, etc.) l'étaient sous la marque A&D. Cette pluralité de marques eut là aussi les mêmes conséquences, la marque n'étant pas vraiment reconnue comme un ensemble global. Akai a réussi une implantation à peu près correcte que dans les principaux pays européens, notamment en France, où sa filiale, dirigée par Christian Paillot, a assuré jusqu'à 22 % des ventes de la maison-mère, chiffre hypertrophié qui témoigne de la faiblesse des autres pays. Dans les moyennes des exportations japonaises (tous produits confondus), la part de la France est plutôt de l'ordre de 6 à 7 %. En France, la filiale a été longtemps la première marque en termes de part de marché pour les VHS, caracolant en tête. Cette faiblesse en distribution eut raison de la marque qui abandonna sa personnalité pour passer de mains en mains vers la fin du XXe siècle.

## Produits
Akai est spécialisée dans les produits dédiés à l’enregistrement et la reproduction du son et de l’image.

Après la faillite d’Akai au Japon en 1996, la marque prit le nom d'Akai Professional peu après son acquisition par le groupe Grande Holdings de Hong Kong qui n’a pas souhaité continuer l’activité « Pro » concernant les produits liés à la création musicale. Cette activité a été vendue à Jack O'Donnell, propriétaire des firmes Numark et Alesis. Depuis lors, ces trois marques opèrent sous la bannière de Numark Industries, LLC of Cumberland RI.

## QuelquesElectronic Wind Instrument

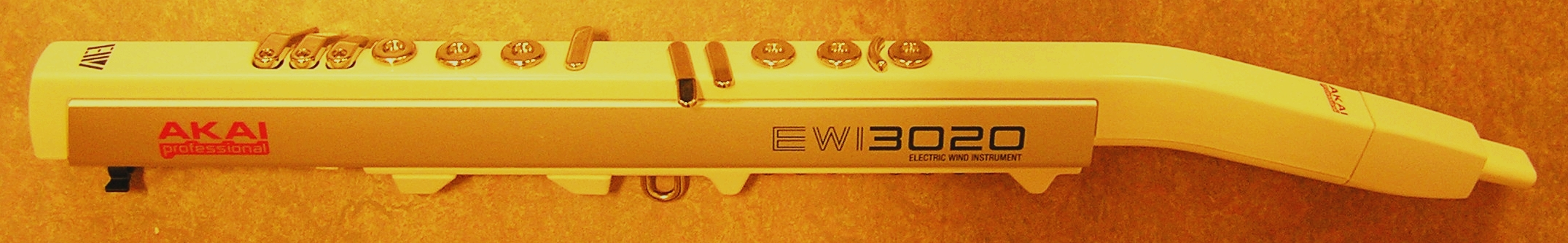
L' EWI 3020 d'Akai.

- EVI1000 et EWI1000 (1987)
- EWV 2000
- EWI 3000/3020m
- EWI 3 030 m
- EWI 4000S (2006)

## Samplers
- S612, échantillonneur 1986
- S900, échantillonneur
- S950, échantillonneur
- S1000, échantillonneur
- S2000, échantillonneur
- S2500, échantillonneur
- S3000, échantillonneur
- S3500, échantillonneur
- S5000, échantillonneur
- S6000, échantillonneur
- Z4, échantillonneur
- Z8, échantillonneur

## Direct to Disk
- DR4, enregistreur numérique
- DR8, enregistreur numérique
- DR16, enregistreur numérique
  - DPS12
  - DPS12i
  - DPS16
  - DPS16HD
  - DPS16i

- - DPS24
  - DPS24 BL
  - DPS24 MKII
  - DPS24HD

## Autres matériels
- Magnétophones, équipements audio
- MPC500/1000/2000/2500/3000/4000/5000, séquenceurs et sampleurs MIDI
- MPK49, contrôleur MIDI
- AX80, Synthétiseur
- MPC Renaissance, Contrôleur logiciel et Interface audio
- MPC STUDIO, Contrôleur logiciel
- MPC TOUCH, Contrôleur logiciel avec écran tactile et interface audio
- APC 20,APC 40 (mk1 et mk2), APC Key25, APC mini (pour Ableton Performance Controler) sont des controleurs matriciels optimisés pour Ableton Live
- MPK mini clavier contrôleur compact
- AP-002, Platine vinyle[1]

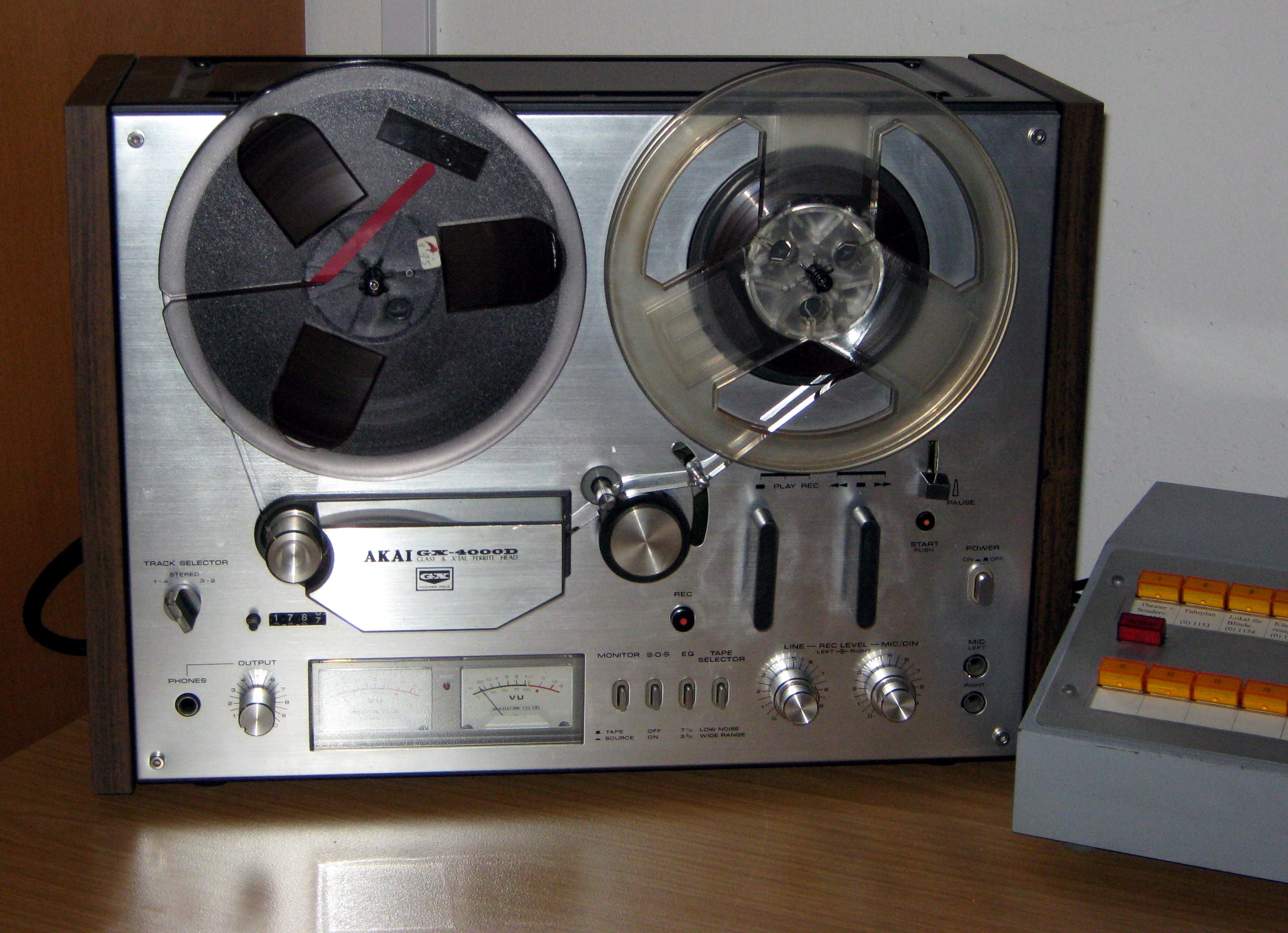
Magnétophone GX4000D.
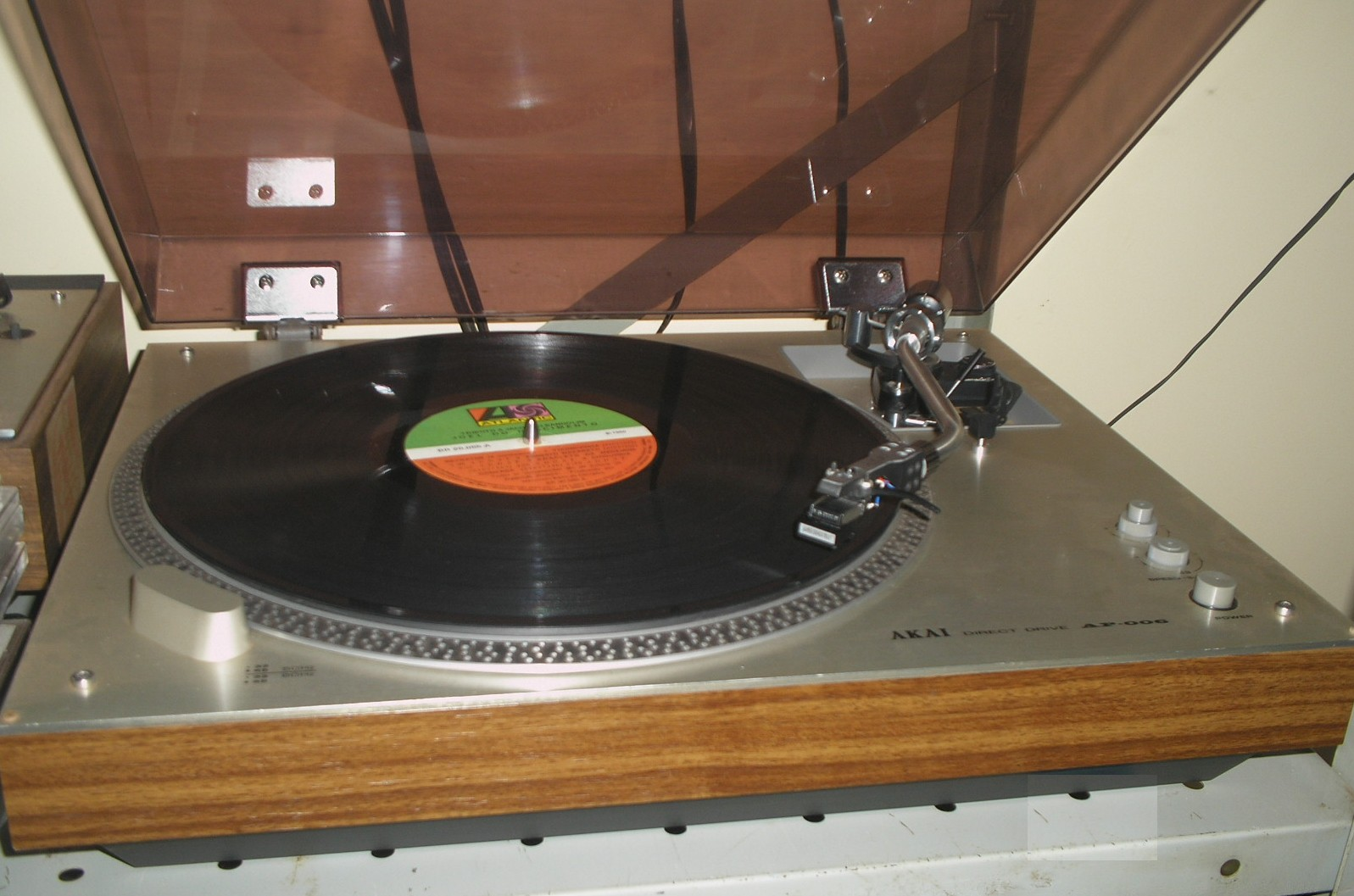
Platine disque.
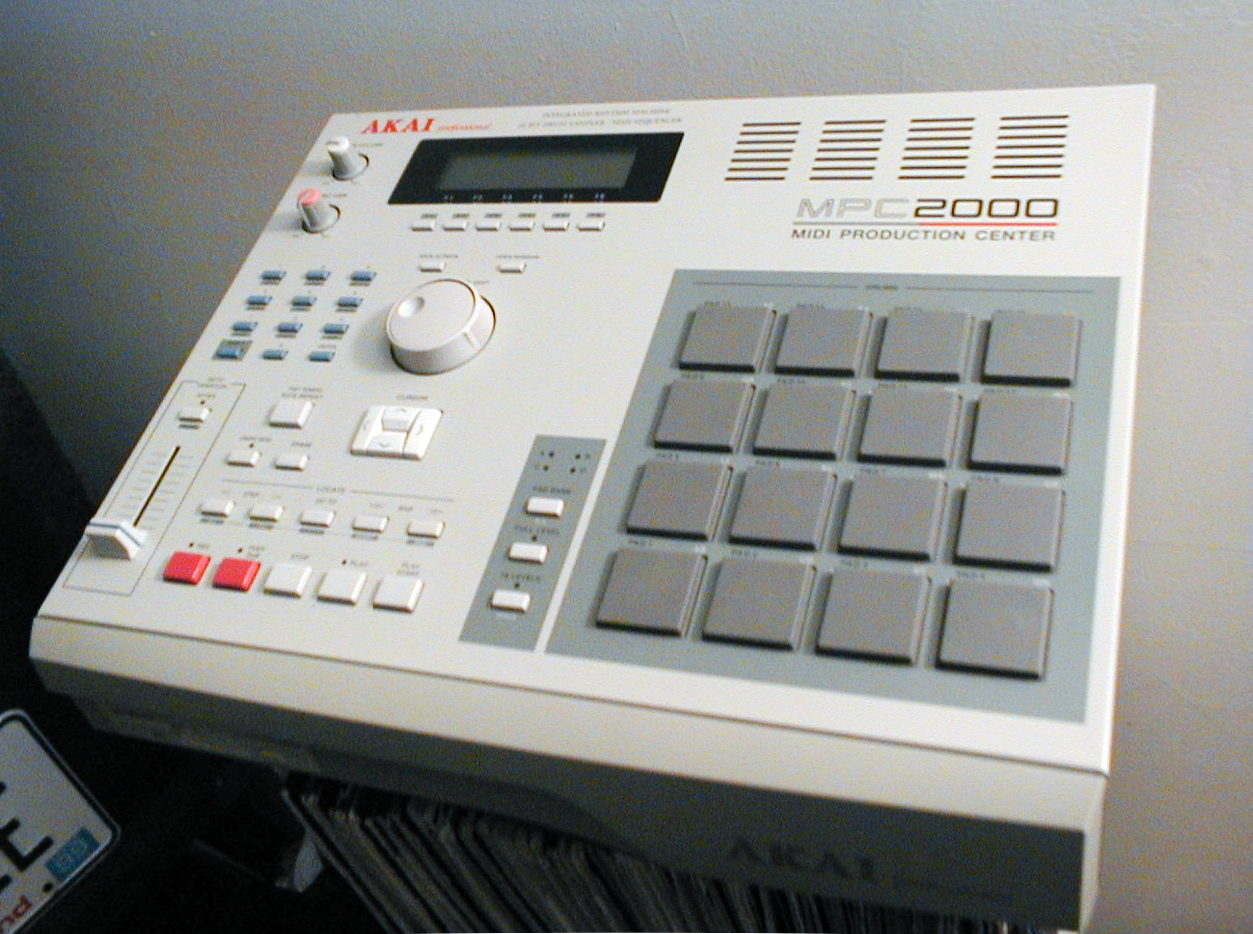
Le MPC2000.
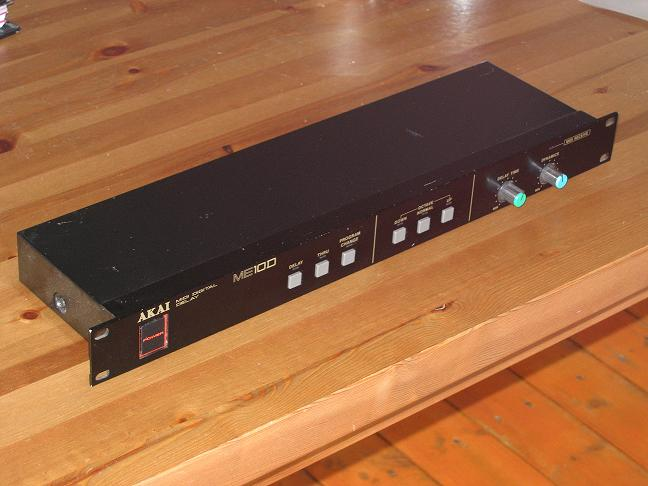
Délai ME10D.
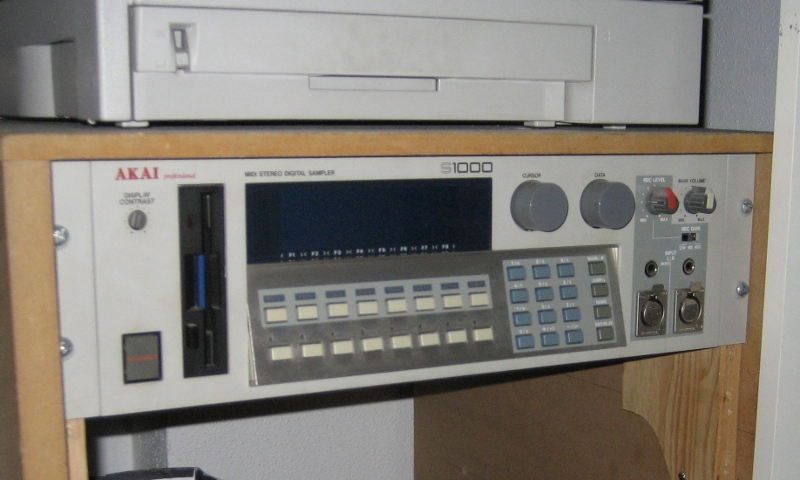
L'échantillonneur Akai S1000.
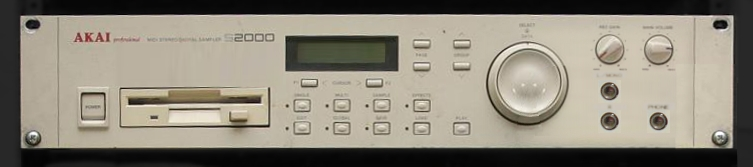
Le S2000.
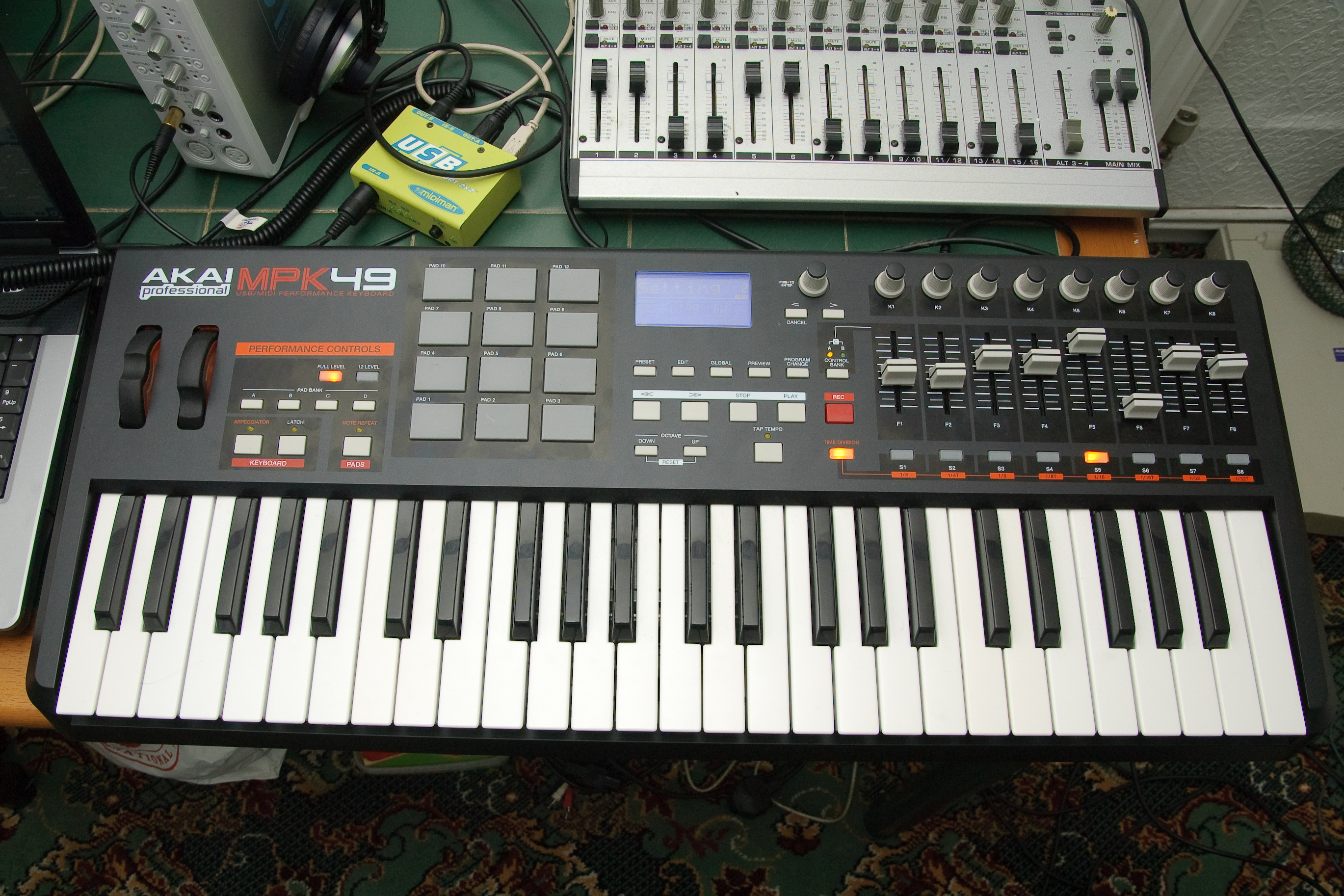
Le MPK49.
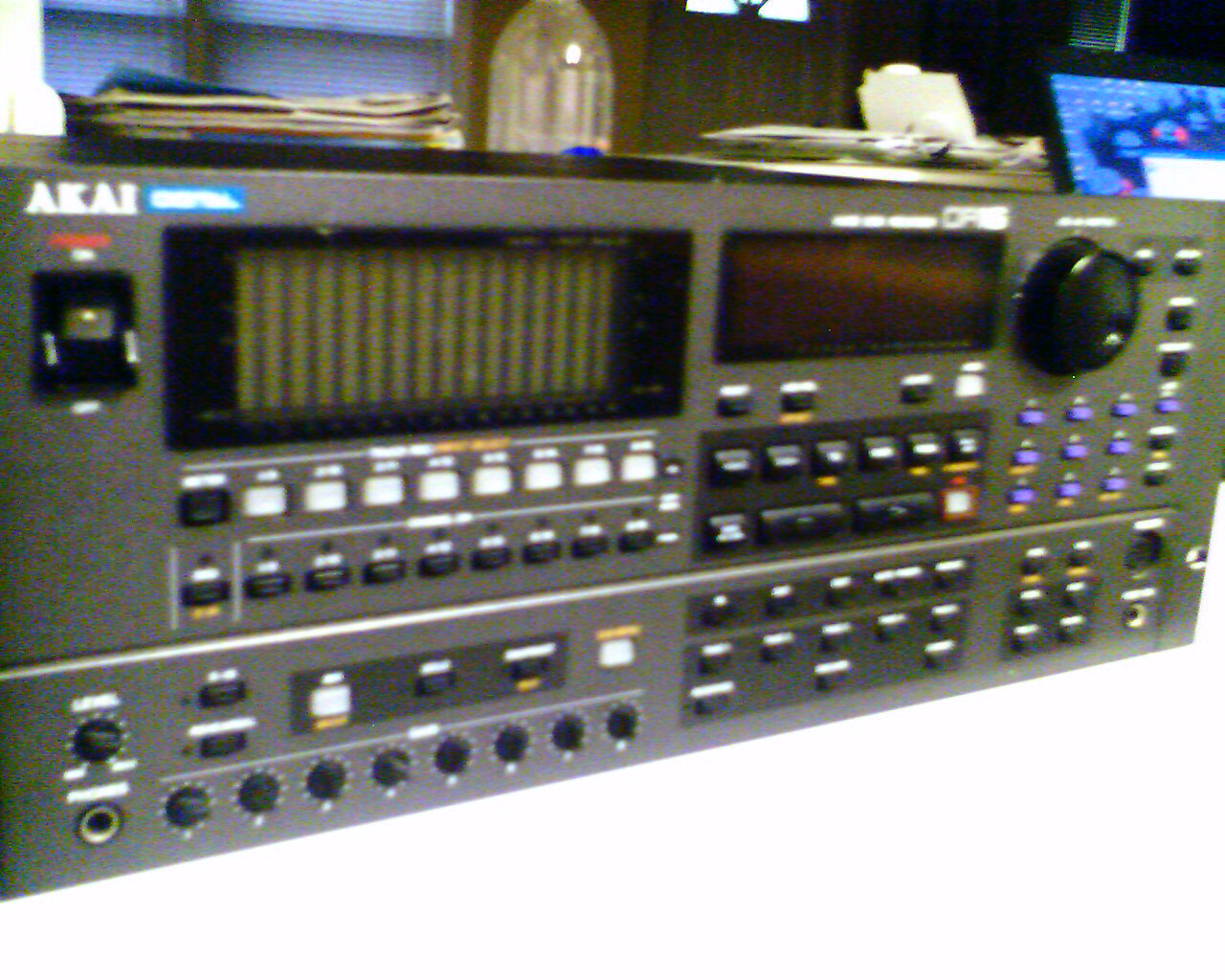
Le DR16.